# シャボン玉 (唱歌)
「シャボン玉」（しゃぼんだま）は、野口雨情作詞・中山晋平作曲の日本の童謡である。
童謡としては1923年（大正12年）に中山晋平の譜面集「童謡小曲」に発表されたが、詩自体が最初に発表されたのは1922年（大正11年）のことである（仏教児童雑誌『金の塔』にて発表）。
1936年（昭和11年）には野口雨情によって「シャボン玉」の3・4番の詩が追加された。

## 作品解説
詩は、7音節×4行が2連、それに7音節2行が付属している短いものである。
曲は日本に輸入された最古の賛美歌 "Jesus Loves Me, This I Know"（主われを愛す）を改変したものであるとする指摘がある。
雨情とゆかりの深いいわき湯本温泉の最寄駅である湯本駅では、発車メロディにこの歌が使われている。また、常磐自動車道の中郷サービスエリアの下り線には、この作品の歌碑が建てられている。
2003年（平成15年）にNPO「日本童謡の会」が全国約5800人のアンケートに基づき発表した「好きな童謡」で第9位に選ばれた。
2006年（平成18年）に文化庁と日本PTA全国協議会が「日本の歌百選」に選定した。

## 作詞に関する説
歌詞にはシャボン玉で子どもが遊んでいる様子が描かれているが、これに夭逝した子供への鎮魂の意を見出す説もある。
1908年、雨情は後に協議離婚に至った妻のひろとの間に、長女「みどり」をもうけた。人形のように愛らしい赤ん坊であったが、産まれて7日目に死んでしまった。当時は、乳幼児が死ぬのはさほど珍しいことではなく、2～3割の子供が学齢前に死亡していた。そのため、夫婦は子供を何人も産み、一所懸命育てた。雨情もその後何人かの子供を授かっているが、長女の死を後々まで悔やんでいたという。雨情は後に生まれた娘･恒子も亡くしている。当時、2歳。1924年（大正13年）9月のことである。
そしてある日、村（茨城県多賀郡磯原村）の少女たちがシャボン玉を飛ばして遊んでいるのを見た雨情が、娘が生きていれば今頃はこの子たちと一緒に遊んでいただろうと思いながら書いた詩が、この「シャボン玉」だというのが最もよく知られる説である。しかし、これを裏付けるような決定的事実は無く、説の段階を越えていないとも言われている。
しかしその他にも、時期的な観点から実子ではなく親類の子への鎮魂歌であるという説や、特定のモデルはなく子どもの死一般を悼んだものとする説、特に鎮魂の意は無いという説など、諸説存在する。なお、雨情自身が子どもの死との関連について触れている資料は一切無い。現状では鎮魂歌説を含めいずれの説も確たる根拠を欠いていると言える。
人の死を表現している説をとる場合、シャボン玉は人間、屋根まで飛んだり飛ばずに消えたりするように人の寿命はそれぞれという意味があるとされる。

## 歌詞
著作権法の規定により、1995年12月31日をもって著作権が失効している。
シャボン玉飛ンダ

屋根マデ飛ンダ

屋根マデ飛ンデ

コハレテ消エタ

シャボン玉消エタ

飛バズニ消エタ

生マレテスグニ

コハレテ消エタ

風々吹クナ

シャボン玉飛バソ

シャボン玉飛ンダ

屋根ヨリ高ク

フーハリフハリ

ツヅイテ飛ンダ

シャボン玉イイナ

オ空ニ上ル

上ッテ行ッテ

帰ッテ来ナイ

フーハリフハリ

シャボン玉飛ンダ

### 「シャボン玉」が登場する作品
- 学校ダンスの第一人者・戸倉ハルがこの楽曲に振り付けを行ったダンス作品がある[6]。「こわれてきえた」の「きえ」で手をパッと開き、「た」で両手を下ろし体をかがめてシャボン玉の消えた失望感を表現したダンスになっている[6]。
- 1987年に放送されたアニメ『めぞん一刻』の第79話にて、主人公の五代裕作がアルバイトで働いていた保育園を解雇される時に園児が歌っていた。またその後、五代も公園で口ずさんでいた。
- 2020年発売の18禁ゲームソフト「保健室のセンセーとシャボン玉中毒の助手」の挿入歌で使用されている。
- 2022年発売のゲームソフト『Ghostwire: Tokyo』のエンドソングとしてアンビエントカバーされている（童謡カバー4曲のうちの一つ）。
- 2021年に配信が開始したアプリゲーム『ウマ娘 プリティーダービー』のウマ娘ストーリーで、ケイエスミラクルが作中で歌う場面がある（ケイエスミラクルのウマ娘ストーリーは2023年に実装されている）。